# Maserati 6C-34
La Maserati 6C-34, est une automobile sportive développée en 1934 par le constructeur automobile italien Maserati. Destinée à courir en Formule 750 (pour 750 kg) elle ne remporte que peu de succès.